# オメガ定数
オメガ定数(オメガていすう、omega constant) とは、
{\displaystyle \Omega \times e^{\Omega }=1}
を満たす数学定数であり、およそ Ω ＝ 0.5671432904097838729999686622… (オンライン整数列大辞典の数列 A030178)である。
また、
{\displaystyle \Omega =W(1)\,}
とも定義できる（ただし、W: ランベルトのW関数）。「オメガ定数」という名前は、ランベルトのW関数の別称、「オメガ関数」によるものである。
オメガ定数は、黄金比に似た性質を持っている。これは
{\displaystyle e^{-\Omega }=\Omega \,}
が、
{\displaystyle \ln(1/\Omega )=\Omega \,}
と同値であるということである。このことから、初期値 Ω0 から始めて、Ω が漸化式
{\displaystyle \Omega _{n+1}=e^{-\Omega _{n}}}
を用いて反復計算できることが分かる。この数列は
{\displaystyle \lim _{n\to \infty }\Omega _{n}=\Omega }
に収束する。

## 無理性
Ω は無理数である。
Ω が有理数であれば、次式を満たす整数 p, q が存在する。

{\displaystyle {\frac {p}{q}}=\Omega }
これをオメガ定数の定義式に代入すると、

{\displaystyle 1={\frac {p}{q}}e^{\frac {p}{q}}}

{\displaystyle e^{p}=\left({\frac {q}{p}}\right)^{q}}
これは、e が p 次の代数的数であることを示しているが、e は超越数であると証明されているため、背理法により Ω は無理数でなければならない。

## その他
高さが無限大のテトレーション {\displaystyle {\left({\frac {1}{e}}\right)}^{{\left({\frac {1}{e}}\right)}^{.^{.^{\left({\frac {1}{e}}\right)}}}}} の極限は、オメガ定数 Ω に収束する。
また、{\displaystyle {\left({\frac {1}{\Omega }}\right)}^{\left({\frac {1}{\Omega }}\right)}}の値は、e に等しい。

## 関連記事
- ランベルトのW関数